# Dolnośląski Certyfikat Gospodarczy
Dolnośląski Certyfikat Gospodarczy  (DCG) – gospodarcza nagroda regionalna; regionalny certyfikat wiarygodności i jakości gospodarczej przyznawany przedsiębiorstwom i produktom przez Województwo Dolnośląskie. Certyfikatem wyróżniane i honorowane są podmioty gospodarcze Dolnego Śląska i ich produkty. Wyróżniani swoją działalnością wnoszą istotny wkład w rozwój regionu, w tworzeniu rynku pracy oraz stanowią wizytówkę jakości, innowacyjności, nowoczesności i solidności pracy.
DCG wzoruje się na międzynarodowych nagrodach gospodarczych, takich jak: japońska nagroda Deminga, amerykańska Nagroda im. Malcolma Baldrige’a czy Europejska Nagroda Jakości.
Misją DCG jest budowanie tożsamości regionalnej i wspieranie wzrostu gospodarczego województwa dolnośląskiego poprzez promowanie przedsiębiorczości i tworzenie korzystnych warunków jej rozwoju.

## Historia
Inicjatywa ustanowienia DCG zrodziła się podczas II Dolnośląskiego Forum Politycznego i Gospodarczego(DFPiG) w Krzyżowej odbytego w dniach 3–5 listopada 2000 roku w grupie problemowej „Budownictwo i Infrastruktura Techniczna”.
W radzie inicjatorów tego przedsięwzięcia zasiedli jego pomysłodawcy: Krzysztof Mojzych, Janisław Muszyński, Sławomir Najnigier, Sławomir Popłoński, Janusz Rybka, Władysław Starzec, Jan Waszkiewicz, Andrzej Wolny, Piotr Wrzecioniarz i Artur Zieliński
Do 2005 roku Loża Dolnośląska Business Centre Club wspierała ideę certyfikatu. 28 kwietnia 2006 roku została podpisana umowa o przekształceniu DCG w regionalny certyfikat wiarygodności i jakości gospodarczej przyznawany przedsiębiorcom. Sygnatariuszami umowy zostali: Województwo dolnośląskie reprezentowane przez Zarząd województwa, Fundacja „Krzyżowa” dla Porozumienia Europejskiego oraz Rada Inicjatorów DCG. 22 czerwca 2010 roku Rada Inicjatorów podjęła decyzję zmieniającą podmiot zarządzający DCG z Fundacji „Krzyżowa” na Dolnośląską Fundację Rozwoju Regionalnego. Patronami wszystkich edycji DCG byli kolejno wszyscy wojewodowie dolnośląscy i marszałkowie województwa dolnośląskiego.
Ocena kandydatów do DCG dokonywana jest przez kapitułę na czele której stoi marszałek województwa, w skład której wchodzą także, poza częścią Rady Inicjatorów, przedstawiciele samorządów, organizacji gospodarczych i środowisk naukowych Dolnego Śląska.
Laureaci certyfikatu otrzymują statuetki autorstwa Anny Domańskiej.
Pięciokrotni laureaci Dolnośląskiego Certyfikatu Gospodarczego mogą być nominowani przez kapitułę certyfikatu do Dolnośląskiej Nagrody Gospodarczej.
Certyfikat wręczany był w Krzyżowej podczas obrad DFPiG, w Ratuszu Wrocławia (czterokrotnie), w Starej Giełdzie na Placu Solnym we Wrocławiu, w sali Oratorium Marianum Uniwersytetu Wrocławskiego (dwukrotnie), w Pasażu Słońca Hotelu ART we Wrocławiu, w Muzeum Architektury we Wrocławiu, w Filharmonii Wrocławskiej, w Muzeum Narodowym (dwukrotnie), w Hotelu Mercure Panorama  we Wrocławiu, w Sali Diamentowej Stadionu Miejskiego we Wrocławiu (dwukrotnie), w Narodowym Forum Muzyki we Wrocławiu, w Salonie Mercedesa Grupy Wróbel oraz we Wrocławskim Centrum Kongresowym przy Hali Stulecia.
Laureaci DCG (oraz DNG) tworzą tzw. Klub Laureatów. Klub Laureatów spotyka się 2 razy w roku i wg organizatorów ma być platformą wymiany poglądów i recept na sukces biznesowy. Ma też ułatwiać konsultacje z władzami regionu.